# Торп, Ричард
Ричард Торп (24 февраля 1896, Хатчинсон, Канзас, США — 1 мая 1991, Палм-Спрингс, Калифорния, США) — американский кинорежиссёр, сценарист и актёр.

## Биография
Начал свою карьеру в искусстве, выступая в водевилях и на театральной сцене. С 1921 года как актёр снимался в кино. В 1923 году выступил режиссёром своего первого немого фильма.
С 1930 года работал на студии Chesterfield Pictures, затем на Metro-Goldwyn-Mayer.
В 1967 году ушёл из киноиндустрии. Всего снял более ста восемьдесяти фильмов, в том числе драмы, комедии, вестерны, мелодрамы, костюмированные и приключенческие киноленты, а также несколько фильмов из серии о приключениях Тарзана.

## Избранная фильмография
Режиссёр
- 1928 — Стервятники моря / Vultures of the Sea
- 1929 — Король Конго / King of the Congo
- 1929 — Роковое предупреждение / The Fatal Warning
- 1930 — Одинокий защитник / The Lone Defender
- 1930 — Юта Кид / The Utah Kid
- 1932 — Слегка замужем / Slightly Married
- 1932 — Убийство на рассвете / Murder at Dawn
- 1934 — Странные жёны / Strange Wives
- 1936 — Знакомый лай / The Voice of Bugle Ann
- 1936 — Побег Тарзана / Tarzan Escapes
- 1937 — Двойная свадьба / Double Wedding
- 1937 — Когда настанет ночь[англ.]
- 1938 — Восьмой раунд / The Crowd Roars
- 1938 — Жена — игрушка / The Toy Wife
- 1938 — Первые сто лет / The First Hundred Years
- 1939 — Волшебник страны Оз (нет в титрах)
- 1939 — Тарзан находит сына! / Tarzan Finds a Son!
- 1939 — Приключения Гекльберри Финна / The Adventures of Huckleberry Finn
- 1941 — Надоедливый Билл / Barnacle Bill
- 1941 — Тайное сокровище Тарзана / Tarzan’s Secret Treasure
- 1941 — Плохой человек / The Bad Man
- 1941 — Ярость в небесах / Rage in Heaven (нет в титрах)
- 1942 — Белый груз / White Cargo
- 1942 — Приключения Тарзана в Нью-Йорке / Tarzan’s New York Adventure
- 1943 — Вне подозрений / Above Suspicion
- 1943 — Три сердца для Джулии / Three Hearts for Julia
- 1944 — Две девушки и моряк / Two Girls and a Sailor
- 1945 — Её Высочество и посыльный / Her Highness and the Bellboy
- 1945 — Медовый месяц втроём / Thrill of a Romance
- 1945 — Худой мужчина едет домой / The Thin Man Goes Home
- 1947 — Фиеста / Fiesta
- 1948 — Свидание с Джуди / А Date with Judy
- 1948 — С тобой на острове / On an Island with You
- 1949 — Большой Джек / Big Jack
- 1949 — Возможности Лесси / Challenge to Lassie
- 1950 — Малайя / Malaya
- 1950 — Три маленьких слова / Three Little Words
- 1950 — Чёрная рука / Black Hand
- 1951 — Великий Карузо / The Great Caruso
- 1951 — Неизвестный человек / The Unknown Man
- 1951 — Эта большая страна / It’s a Big Country: An American Anthology
- 1951 — Долина мести / Vengeance Valley
- 1952 — Айвенго / Ivanhoe
- 1952 — Карабин Уильямса / Carbine Williams
- 1952 — Узник крепости Зенда / The Prisoner of Zenda
- 1953 — Девушка, у которой было всё / The Girl Who Had Everything
- 1953 — Все братья были храбрецами / All the Brothers Were Valiant
- 1953 — Рыцари круглого стола / Knights of the Round
- 1954 — Афина / Athena
- 1954 — Принц-студент / The Student Prince
- 1955 — Блудный сын / The Prodigal
- 1955 — Квентин Дорвард / Quentin Durward
- 1955 — Зачарованный / Bedevilled
- 1957 — Десять тысяч спален / Ten Thousand Bedrooms
- 1957 — Элвис Пресли: Тюремный рок / Jailhouse Rock
- 1957 — Ставка на мёртвого жокея / Tip on a Dead Jockey
- 1959 — Дом семи ястребов / The House of the Seven Hawks
- 1959 — Убийцы с Килиманджаро / Killers of Kilimanjaro
- 1961 — Машина медового месяца[англ.] / The Honeymoon Machine
- 1961 — Татары / The Tartars
- 1962 — Как был завоёван Запад / How the West Was Won (нет в титрах)
- 1963 — Веселье в Акапулько / Fun in Acapulco
- 1963 — Следуя за парнями / Follow the Boys
- 1965 — Это странное чувство / That Funny Feeling
- 1967 — Последний вызов / The Last Challenge

Сценарист
- 1945 — Медовый месяц втроём / Thrill of a Romance

## Награды
- Премия Национального совета кинокритиков США за лучший фильм (Когда настанет ночь[англ.], 1937).
- Премия Гильдии режиссёров Америки за выдающиеся достижения в режиссуре полнометражного фильма.
- Фильм «Фиеста» — номинация на «Оскар» за лучшую музыку к музыкальному фильму 1948 года — Джонни Грин.
- Фильм «Великий Карузо» 1952 — премия «Оскар» — победитель в категории Лучший звук (Дуглас Ширер (Metro-Goldwyn-Mayer). 1952 «Оскар» — номинирован в категории Лучший дизайн костюмов (Хелен Роуз и Жиль Стил).
- Фильм «Айвенго» — премия Золотой глобус за 1953 год (Лучший фильм по развитию международного взаимопонимания).
- Фильм «Рыцари круглого стола» был номинирован на две награды «Оскара» — за лучший звук и за лучшую работу художника-постановщика. Номинация на Гран-При Каннского фестиваля (1954).